# 교복의 마네킹
〈교복의 마네킹〉(일본어: 制服のマネキン 세이후쿠노마네킹[*], 제복의 마네킹)은 노기자카46의 4번째 싱글이다.

## 개요
전작 〈달려라! Bicycle〉로부터, 약 4개월 만의 싱글이다.

## 차트 성적
2012년 12월 31일 자 오리콘 주간 싱글 차트에서 첫 등장 1위를 기록했다.

## 수록곡

### Type-A
자켓 사진 (표지):이쿠타 에리카·이코마 리나
CD
1. 制服のマネキン / 교복의 마네킹 [4:21]
(작사:아키모토 야스시 / 작곡: 스기야마 카츠히코 / 편곡: 햣코쿠 하지메)
뮤직 비디오의 감독은 이케다 카즈마.
  - HTC NIPPON 《au (KDDI·오키나와 셀룰러 전화) HTC J Butterfly HTL21》 CM 송
  - HBC·TBS 계열 《2013 HBC 점프 컵》 엔딩 테마
2. 指望遠鏡 / 손가락 망원경 [3:20]
(작사:아키모토 야스시 / 작곡: 키타무로 료마 / 편곡: 키무라 유키)
뮤직 비디오의 감독은 마루야마 켄지.
  - MBS·TBS계 텔레비전 애니메이션 《마기》 전기 (제1화 ~ 제12화) 엔딩 테마
3. やさしさなら間に合ってる / 상냥함이라면 늦지 않았어 [4:31]
(작사:아키모토 야스시 / 작곡: 마츠다 쥰이치 / 편곡: 시미즈 타케히토)
4. 制服のマネキン off vocal ver.
5. 指望遠鏡 off vocal ver.
6. やさしさなら間に合ってる off vocal ver.

DVD
1. 制服のマネキン -MUSIC VIDEO-
2. 指望遠鏡 -MUSIC VIDEO-
3. 약점 극복! 내일로의 한걸음! 개인 PV

특전(초회 사양 한정)
1. 전국 악수회 참가권 겸 스페셜 프레젠트 응모권
2. 생사진 (Type-A 33종 중 1종 랜덤)

### Type-B
자켓 사진 (표지):호시노 미나미·시라이시 마이
CD
1. 制服のマネキン / 교복의 마네킹
2. 指望遠鏡 / 손가락 망원경
3. ここじゃないどこか / 여기가 아닌 어딘가 [3:36]
(작사:아키모토 야스시 / 작곡: 오오토 후미 / 편곡: 쿄다 세이치)
뮤직 비디오의 감독은 오카가와 타로.
  - NHK BS 프리미엄 텔레비전 애니메이션 《토끼 모피》 엔딩 테마
4. 制服のマネキン off vocal ver.
5. 指望遠鏡 off vocal ver.
6. ここじゃないどこか off vocal ver.

DVD
1. 制服のマネキン -MUSIC VIDEO-
2. ここじゃないどこか -MUSIC VIDEO-
3. 약점 극복! 내일로의 한걸음! 개인 PV

특전(초회 사양 한정)
1. 전국 악수회 참가권 겸 스페셜 프레젠트 응모권
2. 생사진 (Type-B 30종 중 1종 랜덤)

### Type-C
자켓 사진 (표지):아키모토 마나츠·사쿠라이 레이카
CD
1. 制服のマネキン / 교복의 마네킹
2. 指望遠鏡 / 손가락 망원경
3. 春のメロディー / 봄의 멜로디 [4:46]
(작사:아키모토 야스시 / 작곡: 후지노 타카후미 / 편곡: 유아사 아츠시)
뮤직 비디오의 감독은 카키모토 켄사쿠.
4. 制服のマネキン off vocal ver.
5. 指望遠鏡 off vocal ver.
6. 春のメロディー off vocal ver.

DVD
1. 制服のマネキン -MUSIC VIDEO-
2. 春のメロディー -MUSIC VIDEO-
3. 약점 극복! 내일로의 한걸음! 개인 PV

특전(초회 사양 한정)
1. 전국 악수회 참가권 겸 스페셜 프레젠트 응모권
2. 생사진 (Type-C 33종 중 1종 랜덤)

### 통상반
자켓 사진 (표지):하시모토 나나미·마츠무라 사유리
CD
1. 制服のマネキン / 교복의 마네킹
2. 指望遠鏡 / 손가락 망원경
3. 渋谷ブルース / 시부야 블루스 [4:48]
(작사:아키모토 야스시 / 작곡·편곡: 사토 요시노리)
4. 制服のマネキン off vocal ver.
5. 指望遠鏡 off vocal ver.
6. 渋谷ブルース off vocal ver.

특전(캬라아니 찬스 한정 개별 악수회 참가권 통상반만)
1. 개별 악수회 참가권

### 애니반
자켓 일러스트 (표지):모르지아나, 알라딘, 알리바바 사르쟈 (텔레비전 애니메이션 《마기》)
1. 制服のマネキン / 교복의 마네킹
2. 指望遠鏡 / 손가락 망원경
3. 指望遠鏡〜アニメ版〜 / 손가락 망원경~애니판~ [1:34]
  - 길이가 애니 사이즈로 조정되어 있다.
4. 制服のマネキン off vocal ver.
5. 指望遠鏡 off vocal ver.

특전(초회 사양 한정)
1. 전국 악수회 참가권 겸 스페셜 프레젠트 응모권
2. 《마기》 카드형 포켓 캘린더 (3종 중 1종 랜덤)

## 선발 멤버

### 교복의 마네킹
(센터:이코마 리나)
- 1열: 이쿠타 에리카, 이코마 리나, 호시노 미나미
- 2열: 시라이시 마이, 하시모토 나나미, 마츠무라 사유리, 사쿠라이 레이카, 아키모토 마나츠
- 3열: 노죠 아미, 사이토 아스카, 와카츠키 유미, 이노우에 사유리, 후카가와 마이, 이치키 레나, 니시노 나나세, 타카야마 카즈미

### 손가락 망원경
(센터:이코마 리나)
- 1열: 이쿠타 에리카, 이코마 리나, 시라이시 마이, 호시노 미나미
- 2열: 하시모토 나나미, 마츠무라 사유리, 사쿠라이 레이카, 아키모토 마나츠
- 3열: 노죠 아미, 사이토 아스카, 와카츠키 유미, 이노우에 사유리, 후카가와 마이, 이치키 레나, 니시노 나나세, 타카야마 카즈미

### 손가락 망원경~애니판~
(센터:이코마 리나)
- 이쿠타 에리카, 이코마 리나, 이치키 레나, 이토 마리카, 이노우에 사유리, 사이토 유리, 사쿠라이 레이카, 시라이시 마이, 타카야마 카즈미, 나카다 카나, 니시노 나나세, 하시모토 나나미, 후카가와 마이, 호시노 미나미, 마츠무라 사유리, 와카츠키 유미

### 봄의 멜로디
(센터:나카다 카나)
- 1열: 사이토 유리, 나카다 카나, 에토 미사
- 2열: 이토 마리카, 카와고 히나, 히구치 히나, 이토 네네
- 3열: 카와무라 마히로, 나카모토 히메카, 하타나카 세이라, 나가시마 세이라
- 4열: 미야자와 세이라, 야마토 리나, 안도 미쿠모, 와다 마야, 사이토 치하루

### 시부야 블루스
- 시라이시 마이, 타카야마 카즈미

### 상냥함이라면 늦지 않았어
(센터:타카야마 카즈미, 노죠 아미)
- 이치키 레나, 이노우에 사유리, 사이토 아스카, 타카야마 카즈미, 니시노 나나세, 노죠 아미, 후카가와 마이, 와카츠키 유미